# Nick Stuart
Nick Stuart (n. 10 aprilie 1904, Abrud, Austro-Ungaria – d. 7 aprilie 1973, Biloxi, Mississippi, SUA) a fost un actor și un lider de formație american de origine austro-ungară. Cariera sa s-a întins pe cinci decenii, timp în care a apărut în peste 50 de filme, mai mult de jumătate dintre ele lungmetraje, precum și în scurtmetraje, seriale și chiar o apariție televizată. A devenit vedetă prin apariția sa în filme ca Girls Gone Wild și Chasing Through Europe, înainte de a-și extinde interesele de afaceri prin crearea unei agenții de talente și a unui popular club de lux la Hollywood.
După ce a fost introdus în muzică de Guy Lombardo, și-a înființat propria trupă, „The Man with the Band from Movieland”, care a cântat timp de peste douăzeci de ani. Când a dizolvat trupa în 1961, a deschis o galerie la Biloxi, Mississippi. A cunoscut-o pe prima sa soție, Sue Carol, în timp ce lucra la un film, iar cei doi au avut o fiică, actrița Carol Lee Ladd. În timp ce prima sa căsătorie a fost de scurtă durată, a doua sa căsătorie cu Martha Burnett a durat peste treizeci de ani, până la moartea sa din cancer în 1973.

## Biografie

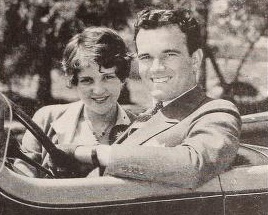
Nick Stuart și soția sa, Sue Carol, în 1930

Stuart s-a născut ca Niculae Prață la 10 aprilie 1904, în Abrud (Abrudbánya), Transilvania, atunci parte a Austro-Ungariei. A emigrat în Statele Unite ale Americii în 1913, a copilărit în Dayton, Ohio.
Stuart a fost căsătorit de două ori. Prima dată a fost cu Sue Carol pe 28 noiembrie 1929; cei doi au avut un copil, actrița Carol Lee Ladd (născută la 18 iulie 1932). "Lee" din Carol Lee a fost numit în cinstea celei mai bune prietene a lui Carol, Dixie Lee, soția lui Bing Crosby. Inițial, cuplul a încercat să-și ascundă căsătoria de public, cu ajutorul familiei Crosby. În timp ce se afla într-un turneu de apariții personale în 1931, cuplul a fost jefuit de 35.000 de dolari în bijuterii. Bijuteriile au fost preluate din mașina lor parcată pe Michigan Avenue din Chicago.
La mai puțin de un an de la nașterea copilului lor, au început să apară zvonuri că căsătoria lor avea probleme. Până în august 1933 Stuart și Carol au fost înstrăinați și trăiau separat, și au divorțat în 1934.  După divorț, Stuart a avut legături  romantice cu alte câteva femei, inclusiv cântăreața în cluburi de noapte Bobbe Arnst (divorțată recent de Johnny Weissmüller), și Dorothy Lee.
Stuart s-a căsătorit cu Martha Burnett în 1942, cu care a rămas căsătorit până la moartea sa în 1973. Stuart și-a dizolvat trupa în 1961, după care a deschis o galerie la Biloxi, Mississippi, situată în hotelul Broadwater Beach. Stuart a murit de cancer la 7 aprilie 1973 în Biloxi, Mississippi. El a fost înmormântat în Parcul Memorial Sud din Biloxi, unde soția sa va fi înmormântată lângă el la moartea ei în 1991.

## Filmografie
(Per baza datelor AFI și imdb.com. Filmele sunt lungmetraje, cu excepția celor menționate altfel.)
- The Cradle Snatchers (1927)
- High School Hero (1927)
- News Parade (1928)
- The River Pirate (1928)
- Why Sailors Go Wrong (1928)
- Chasing Through Europe (1929)
- Girls Gone Wild (1929)
- Joy Street (1929)
- Why Leave Home? (1929)
- The Fourth Alarm (1930)
- Happy Days (1930)
- Swing High (1930)
- The Mystery Train (1931)
- Sheer Luck (1931)
- Trapped (1931)
- Sundown Trail (1931)
- Fighting Playboy (1933)[26][27]
- Secret Sinners (1933)
- Police Call (1933)
- A Demon for Trouble (1934)
- Secrets of Chinatown (1935)[28]
- Put on the Spot (1936)
- Rio Grande Romance (1936)
- Blake of Scotland Yard (1937)
- Pride of the Bowery (1940)
- Mr. Muggs Steps Out (1943)
- Gunsmoke (1946)
- Journey Together (1946)[29]
- Blackhawk: Fearless Champion of Freedom (1952 - serial)
- King of the Congo (1952 - serial)
- The Lost Planet (1953 - serial)
- The Great Adventures of Captain Kidd (1953 - serial)
- Killer Ape (1953)
- The French Line (1954)
- It's a Mad, Mad, Mad, Mad World (1963)
- This Property Is Condemned (1966)

## Legături externe
- Nick Stuart la Internet Movie Database